# Alfred Pal
Alfred Pal (Beč, 30. studenoga 1920. – Zagreb, 30. lipnja 2010.) bio je hrvatski slikar, karikaturist i grafički dizajner.

## Životopis
Alfred Pal rodio se je u Beču 1920. godine. Osnovnu školu polazio je u Krakowu i Beču, a srednju školu završio je u Vukovaru. Nakon toga upisao je studij arhitekture u Beogradu (međutim na njega, zbog proglasa Numerus clausus, nije primljen). Potom dolazi Drugi svjetski rat, i Palova kalvarija jer je kao židov veći dio rata proveo u bijegu i po logorima (Porto-Re, Kraljevica; Kampor, Rab). Kad se dočepao slobode 1943., pridružio se partizanima. Tu je pokazao smisao za grafiku i likovno uređenje te je postao član ratne redakcije Vjesnika ZAVNOH-a (1944. – 1945.). Od 1945. do 1947. godine tehnički je urednik Ilustriranog vjesnika te jedan od osnivača 1945. i urednika časopisa Kerempuh (1947. – 1949.). Alfred Pal jedna je od žrtava Informbiroa. U dva navrata zatočen je na Golom otoku (1949. – 1950. te ponovno 1951. – 1954.). Nakon puštanja s Golog, bavi se raznim poslovima: od aranžiranja izloga do prevođenja i prvih zadataka iz tada rođenog grafičkog dizajna. Od 1971. do 1984. godine i umirovljenja radi kao grafičko-likovni urednik u Nakladnom zavodu Matice Hrvatske, a od 1985. godine bio je slobodni umjetnik.
Alfred Pal je bio i izuzetno društveno angažiran, kao član ULUPUH-a 1964., i jedan od inicijatora i osnivača Zgrafa - 1975., prestižne izložbe grafičkog dizajna.
Umro je u Zagrebu, 30. lipnja 2010. godine, od posljedica prometne nesreće.

## Opus
Alfred Pal u svom je dugom radnom vijeku od šezdesetšest godina (1943. – 2009.) radio od samih početaka grafičkog oblikovanja, praktički od srednjovjekovnog drvotiska (u partizanima) do današnjih računala.
Alfred Pal je prije svega bio majstor grafičkog oblikovanja knjiga, u svom dugom životu opremio je brojne knjige iz biblioteka; Evergreen, HIT, ITD, Latina & Greca, Alfa i Omega, Zlatna knjiga i brojnih drugih. Alfred Pal, bio je i autor brojnih plakata, koje je radio za različite naručitelje; HNK, Dramsko kazalište Gavella, Moderna galerija Zagreb,  Zagrebački salon, Muzičke večeri Zadar i brojne druge naručitelje.
Kao slikar, Alfred Pal bio je puno zatajniji; napravio je svega dvanaest samostalnih izložbi: Zagreb (1961., 1964., 1969., 1982., 1989., 1999., 2001.), Vukovar (1965., 1984.), Rijeka (1966.), Karlovac (1971.) i Dubrovnik (1985.). Njegovo slikarstvo bilo je na liniji gestualne apstrakcije do sarkastične fantastike. Alfred Pal se u svom slikarstvu koristio tehnikom enkaustike, vrlo starim načinom slikanja, u kojem se boja veže s voskom zagrijanim na vatri (tu tehniku poznavali su još stari Grci i Rimljani) i tako dobivao začuđujuće efekte.

### Izložbe
Nepotpun popis;
- Stratišta, Društvo arhitekata, Zagreb (1961.)
- Jednostavno: P.A.L. Ampalaža - plakati, knjige i štošta drugo, Zagreb, Galerija ULUPUH, 19. svibnja - 2. lipnja 2001.[6]
- Grafički dizajn, retrospektivna izložba u Muzeju za umjetnost i obrt, Zagreb (od 15. rujna do 11. listopada 2009.)[7]
- Ljudsko mjerilo Golog otoka, u Društvu arhitekata u Zagrebu, 2009. godine.[8]

## Nagrade
- 1973.: godišnja nagrada Vladimir Nazor[9]
- 2009.: nagrada Vladimir Nazor za životno djelo, u kategoriji likovne i primijenjene umjetnosti[10]
- 2010.: nagrada Grada Zagreba za cjelokupno životno djelo[8]
- 2010.: nagrada Hrvatskog dizajnerskog društva za životno djelo, (posmrtno)[11]

## Djela
- Stratišta i po koje stablo, (gl ur. Jelena Hekman, ur. Tonko Maroević), Matica hrvatska, Zagreb, 2004., ISBN 953-150-720-1[12]
- Gorući grm: Alfred Pal - život i djelo, (priredio Bogdan Žižić), Durieux, Zagreb, 2011.[13]

## Vanjske poveznice
- Pal, Alfred Hrvatska enciklopedija. LZMK
- LZMK / Proleksis enciklopedija: Pal, Alfred
- O Alfredu Palu na stranicama Matice hrvatske  Arhivirana inačica izvorne stranice od 9. srpnja 2010. (Wayback Machine)
- Tonko Maroević, Stvaralačka radionica u Matici hrvatskoj  Arhivirana inačica izvorne stranice od 6. listopada 2013. (Wayback Machine), Vijenac, br. 427, 15. srpnja 2010.
- Hrvatsko dizajnersko društvo: Alfred Pal